# شرافت (رمان)
شرافت (با ترجمه‌های مادرم دو بار مرد و اسکندر) (به انگلیسی: honour) (به ترکی استانبولی: İskender) رمانی از الف شفق نویسندهٔ ترک‌تبار است. این رمان نامزد جایزه ادبیات آسیامن در سال ۲۰۱۲ و برنده داستان زنان ۲۰۱۳ شد و به زبان‌های مختلف دنیا نیز ترجمه شده‌است. در ایران نیز با ترجمه‌هایی از حسن حاتمی توسط نشر رهی، صابر حسینی توسط نشر نیماژ، فرزانه حاجیلوییان توسط نشر هم میهن، مریم طباطبایی توسط نشر قطره،آمنه آتشین‌سیما نشر آسو و شهناز ایلدرمی توسط نشر ری را  منتشر شده‌است.

## دربارهٔ رمان
شفق  در این داستان به بررسی معانی واژه‌هایی چون شرافت، ناموس، و غیرت در فرهنگ شرق و پیچیدگی‌های سازگاری مهاجر شرقی با فرهنگ غرب می‌پردازد.
داستان (مادرم دو بار مرد) حول دو خواهر دوقلو در یکی از روستاهای کردنشین ترکیه می‌چرخد که مرور ایام باعث جدایی شان شده و اتفاقات غیرقابل پیش‌بینی را برای هریک از آن‌ها رقم می‌زند.

## شخصیت‌های داستان
- پمبی
- جمیله
- نازی
- آدم
- اسکندر
- اسماء
- یونس
- الیاس